# Nelsonophryne
Nelsonophryne és un gènere de granotes de la família Microhylidae que es troba a Costa Rica, Panamà, Colòmbia i l'Equador.

## Taxonomia
- Nelsonophryne aequatorialis (Peracca, 1904).
- Nelsonophryne aterrima (Günther, 1901).